# Andreas Roth (Jurist)
Andreas Robert Roth (* 20. Juli 1956 in Münster) ist ein deutscher Jurist und Professor.

## Leben
Nachdem Roth 1987 an der Westfälischen Wilhelms-Universität Münster promoviert wurde, erfolgte 1993 an derselben Universität die Habilitation. Seine Habilitationsschrift zur Kriminalitätsbekämpfung in deutschen Großstädten wurde 1997 im Verlag C. H. Beck publiziert.
Roth ist seit 1994 Lehrstuhlinhaber für Rechtsgeschichte sowie Bürgerliches Recht an der Johannes Gutenberg-Universität Mainz. Zu seinen Forschungsschwerpunkten gehören Familien- und Strafrechtsgeschichte und Familienrecht. Zudem ist Roth Mitglied im Zentrum für interdisziplinäre Forensik an der Mainzer Universität.

## Schriften (Auswahl)
- mit Rudolf Gmür: Grundriß der deutschen Rechtsgeschichte. 9. Auflage, Luchterhand, Neuwied/Kriftel 2000; 16. Auflage, Franz Vahlen, München 2024.
- Familien- und Erbrecht mit ausgewählten Verfahrensfragen. Ein fallbezogenes Examinatorium. Müller, Heidelberg 1997; 5. Auflage, 2010.
- Kriminalitätsbekämpfung in deutschen Großstädten 1850–1914. Ein Beitrag zur Geschichte des strafrechtlichen Ermittlungsverfahrens. Erich Schmidt, Berlin 1997.
- Kollektive Gewalt und Strafrecht. Die Geschichte der Massedelikte in Deutschland. Erich Schmidt, Berlin 1989.